# 超音波半田付
超音波半田付（ちょうおんぱはんだづけ、Ultrasonic soldering）とは、はんだ付けの一手法で熱で溶かしたはんだを超音波によって振動する半田鏝を使用して金属等の素材を接合する技術。

## 概要
従来の半田鏝ではアルミニウムのように表面の酸化皮膜の除去が困難な素材へのはんだ付けは困難だった。超音波を鏝先に印加することによる振動でキャビテーション効果により、接合対象の汚れ、吸着されている物質、酸化物を取り除き、清浄な表面をつくり素材の表面の酸化皮膜を取り除く。

## 特徴
フラックスを使用せずにはんだ付けが可能で、従来の半田鏝では困難なアルミニウムのような金属だけでなく、ガラスやセラミックのはんだ付けもできる。

## 用途
金属間のはんだ付けだけでなく、太陽電池のような半導体やセラミックの接合にも使用される。